# Roland de Mois

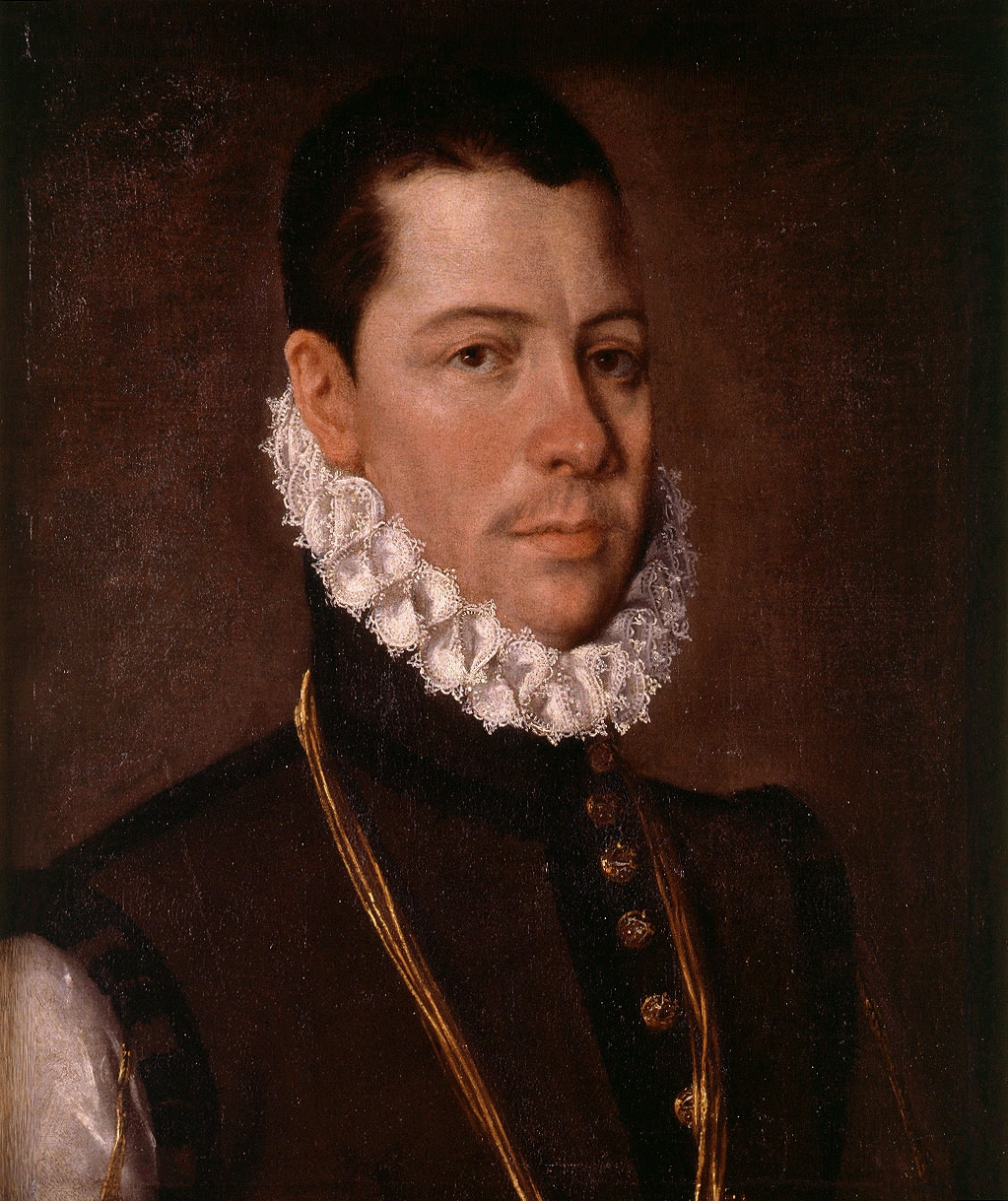
Portrait de Fernando de Aragón y Borja, duc de Villahermosa.

Roland de Mois, né à Bruxelles vers 1520 et mort à Saragosse le 18 novembre 1592, est un peintre flamand de la Renaissance, actif en Aragon à partir de 1559, principalement comme portraitiste et auteur de tableaux religieux. 